# Tomohiro Ishikawa
Tomohiro Ishikawa (石川 知裕 Ishikawa Tomohiro, 18 de juny de 1973) és un polític japonés de Hokkaido i membre de la Cambra de Representants del Japó.

## Biografia
Ishikawa va començar la seua carrera política com a secretari de l'antic secretari general del Partit Democràtic (PD), Ichirō Ozawa. Després de la candidatura fallida de Satoshi Arai a les eleccions a governador de Hokkaidō de 2007, Ishikawa va prendre el lloc d'Arai a la circumscripció proporcional de Hokkaidō. En les històriques eleccions generals japoneses de 2009, Ishikawa va vèncer en la lluita per l'escó al popular ministre de finances Shōichi Nakagawa.
El 2010, Ishikawa va estar involucrat en un escàndol de donacions econòmiques a polítics que també involucrava a Ichirō Ozawa. Ishikawa va declarar que havia errat recaudant 400 milions de iens que ell i els altres secretaris anaven a donar a Ozawa per a comprar terres a Tòquio. Després de ser definitivament acussat, Ishikawa abandonà el PD i romangué a la Cambra de Representants del Japó com a no-adscrit. Ishikawa va continuar amb el seu escó durant el procés d'apelació. El 2011 va unir-se al Nou Partit Daichi i va concòrrer a les eleccions generals japoneses de 2012 sota les seues sigles. En el districte electoral va ser derrotat per l'esposa del ja difunt Shōichi Nakagawa, Yūko Nakagawa, però Ishikawa va aconseguir un escó a la cambra gràcies a la llista proporcional (sistema d'hondt) del NPD. Els seus afers amb la justícia van fer que hagués d'abandonar el seu escó en maig de 2013, quan va decidir enfocar-se únicament en el seu recurs a la decisió judicial. Va ser reemplaçat al seu escó per la filla de Muneo Suzuki, lider del NDP, Takako Suzuki, qui era la següent a la llista proporcional. El seu recurs va ser rebutjat pel Tribunal, el qual va condemnar a Ishikawa en setembre de 2014 a 2 anys en presó, ajornant la seua entrada en tres anys.
Durant eixe temps, Ishikwa va abandonar la política, però el 2015 va tornar a ingressar al PD. En les eleccions generals japoneses de 2017, la muller d'Ishikawa, Kaori Ishikawa fou elegida pel districte 11 de Hokkaidō, antic districte electoral del seu marit, derrotant a Yūko Nakagawa (PLD).

### Candidat a governador
El 2019, Ishikawa fou el candidat dels partits d'esquerra i centre-esquerra (PDC, PDG, PCJ, PSD) a les eleccions a governador de Hokkaidō de 2019 a les quals va perdre contra el candidat de la dreta i inclús del seu pròpi partit (PLD, KMT i NPD), Naomichi Suzuki.